# Chroogomphus asiaticus
Chroogomphus asiaticus är en svampart som beskrevs av O.K. Mill. & Aime 2001. Chroogomphus asiaticus ingår i släktet Chroogomphus och familjen Gomphidiaceae.   Inga underarter finns listade i Catalogue of Life.